# إبراهيم كايباكايا

إبراهيم كايباكايا أو قايباقايا (بالتركية: İbrahim Kaypakkaya) (بالإنجليزية: Ibrahim Kaypakkaya) ولد القائد التاريخي لليسار الثوري التركي والكردي في قرية قراقايا في مقاطعة سونغورلو في وسط تركيا في عام 1949 لعائلة فقيرة.
قائد ومؤسس الحركة الشيوعية التركية، من مؤسسي حركة الماركسية اللينينية الماوية في العالم وأهم منظري اليسار الثوري والشيوعية الثورية في العالم عموماً وفي تركيا خصوصاً، يعتبر رمزاً لليسار في تركيا والعديد من دول العالم، من رموز الحركة الماوية في العالم ومؤسسي تطورها من ماركسية لينينية -أفكار ماوتسي تونغ المعادية للفكر «التحريفي السوفييتي» تطورت هذه الأفكار الماركسية اللينينية- فكر ماوتسي تونغ إلى الماركسية اللينينية الماوية حيث كان الحزب الذي أسسه إبراهيم كايباكيا من أهم المشاركين في تطوير هذا الفكر استناداً على الموروث النظري للقائد التركي البارز إبراهيم كايباكايا.

## الدراسة والعمل السياسي
أنهى دراسته في المرحلة الابتدائية في قريته التي كانت تشهد تأثيرا ً للفكر اليساري التقدمي. بعدها أظهر تفوقا ً ونبوغا ً في المرحلة الإعدادية ما أهله عام 1965 للحصول على بعثة في إحدى المدارس الداخلية لينهي دراسته الثانوية. وقد عرف عنه اهتمامه الكبير بالتاريخ والثقافة والأدب والموسيقى في سن مبكرة. بعد تخرجه من الثانوية التحق بكلية العلوم – قسم الفيزياء بجامعة إسطنبول.
وقد تعرف على الفكر الشيوعي في الجامعة ليصبح أحد الناشطين اليساريين ويقوم ومجموعة من رفاقه بتأسيس «نادي الفكر». وقد انتشر هذا النادي في العديد من المدن التركية ليتم لاحقا تشكيل «اتحاد نوادي الفكر» (إ.ن.ف) ويتم انتخاب كايباكيا رئيسا له (هذا النادي سينجب قادة اليسار الشيوعي الثوري المقاتل بمختلف توجهاتهم).

## تطور العمل السياسي
تحول الاتحاد إلى منظمة جماهيرية اشتراكية معادية للإمبريالية ومعادية للفاشية (الفاشية التركية) ونشط بصورة كبيرة، ووصل إلى أوج نشاطه العام 1968 حين تم تعبئة مئات الآلاف في مظاهرة تاريخية ضخمة ضد زيارة الأسطول الأمريكي السادس وللتنديد بحلف الناتو ونظرا ً لضخامة الحدث تم اعتقال كايباكايا وتقديمه للمحاكمة لأول مرة ليقوم بتقديم مرافعة جريئة دافع فيها عن مبادئه الشيوعية الثورية وعن حق الشعب التركي في التحرر من نير الإمبريالية كما قال في مرافعته التاريخية. ومع تطور (اتحاد نوادي الفكر) وتوسع عضويته ظهر تياران، الأول إصلاحي ينادي بالعمل البرلماني والنقابي، والثاني ينادي بالإعداد للثورة الوطنية الديمقراطية، فكان كايباكيا من أقطاب التيار الثاني. من جهة أخرى، فقد كان تأثير الثورة الثقافية بقيادة ماو تسي تونغ كبيرا ً في تركيا، وقد تأثر هذا التيار بالثورة الثقافية وعارض الحركة المعروفة بالتحريفية السوفييتية وأنصارها المحليين بشدة. قام أنصار هذا التيار في العام 1969 بتأسيس «حزب العمال والفلاحين الثوري التركي»، وترأس كايباكايا تحرير مجلته النظرية التي لاقت انتشارا ً كبيرا ً في صفوف اليسار، كما غير شباب هذا التيار اسم منظمتهم لتصبح «الشباب الثوري» (DEV-GENCH). شارك الحزب ومنظتمه الشبابية في الإضرابات العمالية، كما شكل خط إسناد للحركات الفلاحية المنتفضة وبالأخص الفلاحين المحرومين من الأرض الذي بدؤوا بالاستحواذ على أراضي كبار الملاك

## اسهاماته النظرية
خلال نشاطه كأحد قادة التيار الثوري، شدد كايباكيا على ضرورة الالتحام بالجماهير وإشراكها في النضال بشتى أشكاله، بما في ذلك النضال الأيديولوجي. فقد كان يتوجه إلى المعامل والقرى لشرح فكرة الثورة الوطنية الديمقراطية وكيفية تحقيقها، كما كان يقوم بشرح الفرق بين الخط التحريفي والإصلاحي من جهة والخط الثوري من جهة أخرى.كما قام بعدة تحقيقات حول الأوضاع في الأرياف وحول الحركات الفلاحية وقدم عدة تحليلات مسهبة عن إمكانية نجاح العمل الثوري في تلك المناطق. وقد كان للشهيد عدة مآثر غيرت مجرى تاريخ اليسار الثوري في تركيا.
أولى تلك المآثر كانت تحليله للكمالية (فكر مصطفى كمال أتاتورك) التي كانت محاطة بهالة وطنية كبيرة، فقد كان القطب اليساري الأول في تاريخ تركيا الذي كسر تلك الهالة واصفا ً الكمالية بالفكر البرجوازي الذي يؤسس للفاشية وللتبعية وبأنه فكر مضاد للثورة.
ومأثرته الثانية هي تحليله للقضية الكردية، فلأول مرة أيضا ً في تاريخ اليسار التركي يتم التعامل مع القضية الكردية على أنها قضية قومية، أي كونها قضية تتعلق بأمة مستعبدة تتعرض للاضطهاد القومي من قبل الدولة التركية، مؤكدا على حق الأكراد بتقرير مصيرهم وهو ما لم يكن مطروحا ً في الأوساط اليسارية. كما قاد حملة كبيرة لدحض أطروحات التحريفيين السوفييت والمحليين، وأصبح القائد الفعلي للتيار المناهض للتحريفية السوفيتية في عموم البلاد.
كما شن حملة كبيرة على التيارات الإصلاحية المنادية بالعمل البرلماني مبينا ً مدى خيانة هذا الخط (هذه الرؤية ستستمر حتى يومنا هذا في صفوف اليسار الثوري المقاتل بشتى انتمائاته الأيديولوجية). كما لم يفت كايباكيا القيام بهجوم على الجمود العقائدي وتبيان مدى الأذى الذي يمكن أن يلحقه بالعمل الثوري.
بدءا ً من عام 1970 بدأت الخلافات تدب في صفوف حزب العمال والفلاحين الثوري فيما يتعلق بمسألة الكفاح المسلح، وقد كان كايباكيا يؤكد على محوريته، بينما أظهرت القيادة ترددا كبيرا ً وعدم إيمان حقيقي به. كما بدأت تظهر ميول «إقتصادوية» ونقابية رأى كايباكيا أنها تمثل مقدمة لانحراف إصلاحي (تحول الحزب بعد ذلك بسنوات إلى العمل البرلماني).

## الحرب الشعبية والكفاح الثوري المسلح

شيوعيون ماويون في شوارع تركيا

على إثر ذلك قاد إبراهيم كايباكايا حملة نقد شديدة ضد تلك الميول تهدف إلى تحويل الحزب إلى حزب شيوعي ثوري مقاتل يقود الثورة الوطنية الديمقراطية مسترشدا بالماركسية اللينينية فكر ماو تسي تونغ (فيما بعد الماركسية اللينينية الماوية). في العام 1972، وبعد قيام العسكر بانقلابهم في مارس بغية وقف المد اليساري الجارف، قام كايباكيا وأنصاره بإصدار إعلان يحتوي على مسائل الخلاف مع قيادة الحزب التي باتوا يصفونها بالتحريفية، وأعلن عن قيام الحزب الشيوعي التركي (الماركسي – اللينيني) حزب يتنبى الماركسية اللينينية فكر ماو تسي تونغ (الماوية فيما بعد) وينتهج مبدأ الحرب الشعبية، كما قام القائد التاريخي للماويين الأتراك وغيرهم بتأسيس الكتائب الأولى لجيش تحرير العمال والفلاحين التركي (TIKKO)، معلنا ً بداية الحرب الشعبية.
وقد كان كايباكيا خلال السنوات التي سبقت هذا الإعلان يعمل للإعداد لهذه الانطلاقة سواء بالتحقيقات التي قام بها أو بالمشاركة في النضالات العمالية والفلاحية أو بوضع الأسس النظرية للثورة في تركيا.
وغني عن القول أنه بعد انقلاب 1972 تحول كايباكيا إلى العمل السري التام، وبدأ ينشط في الريف حيث قواعد الحزب وجيشه. كان الشهيد يؤكد باستمرار على «خط الجماهير» وبالذات «علموا الجماهير وتعلموا منها»، كما واصل نضاله ضد الفكر السوفييتي المعروف بالتحريفية وضد النزعات التصفوية التي أعقبت الانقلاب.
كان الحزب بقيادة كايباكيا من بين التنظيمات القليلة التي استمرت بعد الانقلاب، فمعظم التنظيمات تم تدميرها مباشرة بعد سيطرة العسكر على السلطة إلا أن الحزب الشيوعي التركي (الماركسي اللينيني- الماوي) استمر وانتشر في الأرياف والمناطق الجبلية، ما جعله الهدف الرئيسي للسلطة الفاشية.
فقام العسكر بتجنيد حملة كبيرة في المناطق التي ينشط فيها الحزب، كما قامت بتعبئة الجماعات الفاشية وتسليحها لتكون ذراعا ً ضاربة لها. في الرابع والعشرين من يناير من عام 1973 وفي منطقة تونجلي (منطقة كردية إسمها الأصلي درسيم) اشتبكت القوات الحكومية بكتيبة من (TIKKO) صادفت أن تكون بقيادة رئيس أركانه الشيوعي الماوي التركي البارز علي حيدر يلدز وبوجود القائد الماوي كايباكيا ضمنها.

## الأعتقال والتعذيب الوحشي
أدت المعركة إلى استشهاد علي حيدر يلدز وجرح كايباكايا. تمكن كايباكايا من الفرار والاختباء في قرية بحماية الفلاحين، إلا أن أحد معلمي القرية قد شعر بوجوده فقام بالتبليغ عنه (بعد خمسة أيام من المعركة) ما مكن المخابرات العسكرية من إلقاء القبض على القائد كايباكايا يوم التاسع والعشرين من يناير، لتبدأ ملحمة من الصمود. تعرض القائد الشيوعي الماوي («إبّو» كما كان الفلاحين يسمونه تحبباً) إلى أبشع تعذيب عرفته السجون التركية وعلى مدى أربعة أشهر متواصلة كي يسلم الحزب ويكشف تشكيلاته المسلحة. فقد قام جلادوه بضربه ضربا ً مبرحاً، ثم قاموا بجلده على قدميه (فلقة) ومن ثم انتزعوا أظافره، بعد ذلك شرعوا باستخدام الصعق الكهربائي ضده وإغراقه.
بعد ذلك قاموا بتحطيم عظامه، ولما لم يفدهم كل ذلك قاموا بقطع أصابع قدميه، أصبع واحد في كل يوم، بعدها قاموا بقطع أصابع يديه أيضا بمعدل اصبع واحد يوميا. وقد كان الجلادون طوال تلك الأشهر يقومون برش جسده المتقرح بالملح بصورة منتظمة إمعانا ً في تعذيبه. صمد الشهيد صمودا بوجه هول العذاب المسلط عليه، ما حدى الجلادين بالشروع بتقطيع أوصل جسده وهو حي، فقطعوا يديه ومن ثم رجليه، بعدها قاموا باقتلاع عينيه دون أن يتفوه كايباكايا بكلمة عن الحزب وتشكيلاته المسلحة.

## اغتياله ورمزية كايباكايا

ملصقات للزعيم الشيوعي الماوي كاباكايا في شوارع تركيا

في ليلة السابع عشر على الثامن عشر من مايو عام 1973 استشهد القائدالماوي الصامد إبراهيم كايباكايا، تاركًا خلفه حزباً وجيشًا وفكرًا ثوريًا وأسطورة في الفداء أصبحت رمزا لكل اليسار التركي. عندما تسلم والده جسده لم يعرف كيف يدفنه، ذلك أن طقوس الدفن الإسلامية تتطلب غسل الميت وتكفينه، فكيف يغسله ويكفنه بينما جسده أشلاء متناثرة، خاصة وأن الجلادين قاموا بقطع رأس القائد الماوي بعدما فارق الحياة!
أصبح إبراهيم كايباكايا القائد الماوي أسطورة بين الثوريين في تركيا وشمال كردستان، يحتفل به ويحيي ذكراه جميع الشيوعيين الثوريين بمختلف فصائلهم وانتماءاتهم، فهو الشهيد الذي تجد صورته في التنظيمات الماوية على اعتباره من أدخل الفكر الماركسي اللينيني- افكار ماوتسي تونغ- الماوية لاحقاً والتنظيمات الغيفارية وكذلك التنظيمات الثورية الكردية، فبسالة صموده وإيمانه بمبادئه الشيوعية كسرت كل الحواجز وأصبح القائد الماوي إبراهيم كايباكايا ملتقى كل اليسار الثوري المقاتل في تركيا بالرغم من اختلاف المدارس الأيديولوجية.
كما أصبح كايباكايا بتراثه الفكري وإسهاماته النظرية والعملية علما ً من أعلام الحركة الشيوعية الماوية في العالم. في عام 2000، وبعد سبعة وعشرين عاما من اغتياله وتعذيبه تمكن مقاتلوا (TIKKO) من إعدام المعلم الذي وشى به.
وللتذكير: يوم اغتياله وتعذيبه لم يكن الشهيد الماوي إبراهيم كايباكايا يتجاوز الرابعة والعشرين من عمره!
ويعتبر كايباكايا رمزا من رموز الحركة الشيوعية الماوية في العالم فتدرج صورته وإسهاماته وأفكاره لدى منظري الحركة الماوية بوصفه مطورا للفكر الماركسي اللينيني- اسهام ماو تسي تونغ إلى الفكر الماركسي اللينيني الماوي، ويرفع صوره الماويون في كل العالم وخصوصا في العراق وشمال أفريقيا حيث تشهد حركات ماوية انتشارا بين الفصائل الشيوعية الثورية.

## وصلات خارجية
- His Name is Our Pride, His Party is Our Honor, His Doctrine is Our Guide, by the TKP/ML
- Long live Ibrahim Kaypakkaya's thought!, by the CPMLMF